# 保険医療機関
保険医療機関（ほけんいりょうきかん）とは、日本において健康保険法をはじめとする医療保険各法の規定により、厚生労働大臣の指定を受けた病院若しくは診療所のことをいう。

## 概要
公的医療保険（健康保険、船員保険、国民健康保険、後期高齢者医療制度等）に基づき、療養の給付をはじめとする保険診療を行うことができる。これらの医療保険の被保険者は、被保険者証を病院若しくは診療所の窓口で提出することにより、保険診療を受けることができ、国民皆保険の根幹を成す。保険医療機関でない病院・診療所は、保険診療を行うことはできず、もっぱら自由診療のみを行う。
保険診療を行うためには、厚生労働大臣（病院・診療所の所在地を管轄する地方厚生局長に権限委任。以下同じ）の指定を受けたうえで、診療に従事する医師・歯科医師（以下、単に「医師」と総称する）全員が厚生労働大臣の登録を受けた医師（保険医）でなければならない（第64条）。
厚生労働大臣は、保険医療機関に係る指定を行おうとするとき、若しくはその指定を取り消そうとするときは、地方社会保険医療協議会に諮問するものとする（第82条）。厚生労働大臣は、保険医療機関の指定をしないこととするとき、若しくはその申請に係る病床の全部若しくは一部を除いて指定（指定の変更を含む）を行おうとするときは、地方社会保険医療協議会の議を経なければならない（第67条）。この場合において、厚生労働大臣は、保険医療機関に係る指定をしないこととするときは、当該病院若しくは診療所の開設者に対し、弁明の機会を与えなければならない。この場合においては、あらかじめ、書面で、弁明をすべき日時、場所及びその事由を通知しなければならない（第83条）。

## 保険医療機関の指定
保険医療機関の指定は、病院若しくは診療所の開設者が病床の種別ごとにその数を定めて指定の申請を行う（第65条1項、2項）。厚生労働大臣は、この申請があった場合において、次の各号のいずれかに該当するときは、この指定をしないことができる（第65条3項）。
1. 当該申請に係る病院若しくは診療所が、健康保険法の規定により保険医療機関の指定を取り消され、その取消しの日から5年を経過しないものであるとき。
2. 当該申請に係る病院若しくは診療所が、保険給付に関し診療の内容の適切さを欠くおそれがあるとして重ねて厚生労働大臣の指導を受けたものであるとき。
3. 当該申請に係る病院若しくは診療所の開設者又は管理者が、健康保険法その他国民の保健医療に関する法律で政令で定めるものの規定により罰金の刑に処せられ、その執行を終わり、又は執行を受けることがなくなるまでの者であるとき。
4. 当該申請に係る病院若しくは診療所の開設者又は管理者が、禁錮以上の刑に処せられ、その執行を終わり、又は執行を受けることがなくなるまでの者であるとき。
5. 当該申請に係る病院若しくは診療所の開設者又は管理者が、健康保険法、船員保険法、国民健康保険法、高齢者の医療の確保に関する法律、地方公務員等共済組合法、私立学校教職員共済法、厚生年金保険法又は国民年金法の定めるところにより納付義務を負う保険料、負担金又は掛金（地方税法の規定による国民健康保険税を含む。以下「社会保険料」という。）について、当該申請をした日の前日までに、これらの法律の規定に基づく滞納処分を受け、かつ、当該処分を受けた日から正当な理由なく3月以上の期間にわたり、当該処分を受けた日以降に納期限の到来した社会保険料のすべて（当該処分を受けた者が、当該処分に係る社会保険料の納付義務を負うことを定める法律によって納付義務を負う社会保険料に限る。）を引き続き滞納している者であるとき。
6. 前各号のほか、当該申請に係る病院若しくは診療所が、保険医療機関として著しく不適当と認められるものであるとき。

また厚生労働大臣は、病院又は診療所について申請があった場合において、次の各号のいずれかに該当するときは、その申請に係る病床の全部又は一部を除いて、指定を行うことができる（第65条4項）。
1. 当該病院又は診療所の医師、看護師その他の従業者の人員が、厚生労働省令で定める員数及び厚生労働大臣が定める基準により算定した員数を満たしていないとき。
2. 当該申請に係る病床の種別に応じ、医療法に規定する地域における保険医療機関の病床数が、その指定により同法に規定する医療計画において定める基準病床数を勘案して厚生労働大臣が定めるところにより算定した数を超えることになると認める場合（その数を既に超えている場合を含む。）であって、当該病院又は診療所の開設者又は管理者が同法の規定による都道府県知事の勧告を受け、これに従わないとき。
3. その他適正な医療の効率的な提供を図る観点から、当該病院又は診療所の病床の利用に関し、保険医療機関として著しく不適当なところがあると認められるとき。

なお指定の期間は指定の日から6年間であるが（第68条1項）、保険医である医師の開設する保険医療機関（病院及び病床を有する診療所を除く）であって、その指定を受けた日からおおむね引き続き当該開設者である保険医のみが診療に従事しているもの又はその指定を受けた日からおおむね引き続き当該開設者である保険医及びその者と同一の世帯に属する配偶者、直系血族若しくは兄弟姉妹である保険医のみが診療に従事しているものについては、指定の効力を失う日前6月から同日前3までの間に、別段の申出がないときは、指定更新の申請があったものとみなされる（個人開業医の自動更新。第68条2項、保険医療機関及び保険薬局の指定並びに保険医及び保険薬剤師の登録に関する省令第9条）。
診療所が医師の開設したものであり、かつ、当該開設者である医師のみが診療に従事している場合において、当該医師について保険医の登録があったときは、当該診療所について、厚生労働大臣の指定があったものとみなされる。ただし、当該診療所が、上記1~6に該当する場合であって厚生労働大臣の指定があったものとみなすことが不適当と認められるときは、この限りでない（個人開業者の指定申請手続きの簡素化。第69条）。
健康保険組合直営の病院若しくは診療所は、当該健康保険組合の被保険者・被扶養者のみに対して診療する場合は保険医療機関の指定を受ける必要はなく、医師の全員が保険医である必要はないが、指定を受けると当該組合員以外の者にも開放しなければならず、診療に従事する医師全員が保険医でなければならない（昭和32年9月2日保発123号）。
保険医療機関として指定をうけた病院が、保険者を2、3に限定しその被保険者及び被扶養者のみを診療することはできない。協会けんぽの適用事業所の事業主がその従業員のために開設する診療所は、第63条3項2号の医療機関になり得ない（昭和32年9月2日保発第123号）。

## 保険医療機関の指定の取消し・辞退
保険医療機関は、その指定を辞退しようとするときは、1月以上の予告期間を設けたうえで、その旨を指定に関する管轄地方厚生局長等に申し出なければならない（第79条、保険医療機関及び保険薬局の指定並びに保険医及び保険薬剤師の登録に関する省令第10条）。
厚生労働大臣は、次の各号のいずれかに該当する場合においては、当該保険医療機関に係る指定を取り消すことができる（第80条）。
1. 保険医療機関において診療に従事する保険医が、第72条1項[7]の規定に違反したとき（当該違反を防止するため、当該保険医療機関が相当の注意及び監督を尽くしたときを除く。）。
2. 前号のほか、保険医療機関が、第70条1項[8]の規定に違反したとき。
3. 療養の給付に関する費用の請求又は第85条5項若しくは第110条4項の規定による支払に関する請求について不正があったとき。
4. 保険医療機関が、第78条1項の規定により報告若しくは診療録その他の帳簿書類の提出若しくは提示を命ぜられてこれに従わず、又は虚偽の報告をしたとき。
5. 保険医療機関の開設者又は従業者が、第78条1項の規定により出頭を求められてこれに応ぜず、同項の規定による質問に対して答弁せず、若しくは虚偽の答弁をし、又は同項の規定による検査を拒み、妨げ、若しくは忌避したとき（当該保険医療機関の従業者がその行為をした場合において、その行為を防止するため、当該保険医療機関が相当の注意及び監督を尽くしたときを除く。）。
6. 健康保険法以外の医療保険各法による療養の給付若しくは被保険者若しくは被扶養者の療養又は高齢者の医療の確保に関する法律による療養の給付、入院時食事療養費に係る療養、入院時生活療養費に係る療養若しくは保険外併用療養費に係る療養に関し、前各号のいずれかに相当する事由があったとき。
7. 保険医療機関の開設者又は管理者が、健康保険法その他国民の保健医療に関する法律で政令で定めるものの規定により罰金の刑に処せられ、その執行を終わり、又は執行を受けることがなくなるまでの者に該当するに至ったとき。
8. 保険医療機関の開設者又は管理者が、禁錮以上の刑に処せられ、その執行を終わり、又は執行を受けることがなくなるまでの者に該当するに至ったとき。
9. 前各号に掲げる場合のほか、保険医療機関の開設者が、この法律その他国民の保健医療に関する法律で政令で定めるもの又はこれらの法律に基づく命令若しくは処分に違反したとき。

指定は、医療法に規定する病院若しくは診療所について行われるものであるから、その廃止、開設者の死亡等により病院若しくは診療所としての同一性が失われた場合には、保険医療機関の指定の効力も同時に失われるものである（昭和32年5月15日保発42号）。開設者変更のときは、同一性が失われるために指定の効力も当然失われ、あらためて指定を受けなければならない。開設場所変更の場合も同様である。ただし保険医療機関に保険医が皆無になっても保険医療機関の指定の効力は当然に失効するものではなく、なお存続する（昭和32年9月2日保険発123号）。

## 保険医療機関の責務
- 保険医療機関は、懇切丁寧に療養の給付を担当しなければならない。保険医療機関が担当する療養の給付は、患者の療養上妥当適切なものでなければならない（保険医療機関及び保険医療養担当規則第2条）。
- 保険医療機関は、その担当した療養の給付に係る患者の疾病又は負傷に関し、他の保険医療機関から照会があった場合には、これに適切に対応しなければならない（保険医療機関及び保険医療養担当規則第2条の2）。
- 保険医療機関は、その担当する療養の給付に関し、厚生労働大臣又は地方厚生局長若しくは地方厚生支局長に対する申請、届出等に係る手続及び療養の給付に関する費用の請求に係る手続を適正に行わなければならない（保険医療機関及び保険医療養担当規則第2条の3）。
- 保険医療機関は、患者に対して、受領する費用の額に応じて当該保険医療機関が行う収益業務に係る物品の対価の額の値引きをすることその他の健康保険事業の健全な運営を損なうおそれのある経済上の利益の提供により、当該患者が自己の保険医療機関において診療を受けるように誘引してはならない。保険医療機関は、事業者又はその従業員に対して、患者を紹介する対価として金品を提供することその他の健康保険事業の健全な運営を損なうおそれのある経済上の利益を提供することにより、患者が自己の保険医療機関において診療を受けるように誘引してはならない（経済上の利益の提供による誘引の禁止。保険医療機関及び保険医療養担当規則第2条の4の2）。
- 保険医療機関は、当該保険医療機関において保険医の行う処方せんの交付に関し、患者に対して特定の保険薬局において調剤を受けるべき旨の指示等を行ってはならない。保険医療機関は、保険医の行う処方せんの交付に関し、患者に対して特定の保険薬局において調剤を受けるべき旨の指示等を行うことの対償として、保険薬局から金品その他の財産上の利益を収受してはならない（特定の保険薬局への誘導の禁止。保険医療機関及び保険医療養担当規則第2条の5）。
- 保険医療機関は、その病院若しくは診療所の見やすい箇所に、保険医療機関である旨を標示しなければならない（保険医療機関及び保険薬局の指定並びに保険医及び保険薬剤師の登録に関する省令第7条）。保険医療機関は、その病院又は診療所の病棟等の見やすい場所に、食事療養、生活療養、評価療養、患者申出療養又は選定療養の内容及び費用に関する事項のほか、別に厚生労働大臣が定める事項を掲示しなければならない（保険医療機関及び保険医療養担当規則第2条の6）。
- 保険医療機関は、患者から保険給付を受けるために必要な保険医療機関又は保険医の証明書、意見書等の交付を求められたときは、無償で交付しなければならない。ただし、療養費（柔道整復を除く施術に係るものに限る。）、傷病手当金、出産育児一時金、出産手当金又は家族出産育児一時金に係る証明書又は意見書については、この限りでない（保険医療機関及び保険医療養担当規則第6条）。
- 保険医療機関は、診療録に療養の給付の担当に関し必要な事項を記載し、これを他の診療録と区別して整備しなければならない（保険医療機関及び保険医療養担当規則第8条）。保険医療機関は、療養の給付の担当に関する帳簿及び書類その他の記録をその完結の日から3年間、患者の診療録をその完結の日から5年間保存しなければならない（保険医療機関及び保険医療養担当規則第9条）。